# 17e étape du Tour d'Espagne 2014
La 17e étape du Tour d'Espagne 2014 se déroule le mercredi 10 septembre 2014, après la seconde journée de repos, entre les villes de Ortigueira et La Corogne sur une distance de 190,7 km.

## Résultats

### Classement de l'étape
|    | Coureur           | Pays      | Équipe              |    | Temps          |
| -- | ----------------- | --------- | ------------------- | -- | -------------- |
| 1  | John Degenkolb    | Allemagne | Giant-Shimano       | en | 4 h 26 min 7 s |
| 2  | Michael Matthews  | Australie | Orica-GreenEDGE     |    | m.t            |
| 3  | Fabian Cancellara | Suisse    | Trek Factory Racing |    | m.t            |
| 4  | Jasper Stuyven    | Belgique  | Trek Factory Racing |    | m.t            |
| 5  | Roberto Ferrari   | Italie    | Lampre-Merida       |    | m.t            |
| 6  | Koldo Fernández   | Espagne   | Garmin-Sharp        |    | m.t            |
| 7  | Geoffrey Soupe    | France    | FDJ.fr              |    | m.t            |
| 8  | Danilo Wyss       | Suisse    | BMC Racing          |    | m.t            |
| 9  | Damiano Caruso    | Italie    | Cannondale          |    | m.t            |
| 10 | Vicente Reynés    | Espagne   | IAM                 |    | m.t            |

### Points attribués
|   | Cycliste     | Pays       | Équipe              | Points |
| - | ------------ | ---------- | ------------------- | ------ |
| 1 | Rohan Dennis | Australie  | BMC Racing          | 4      |
| 2 | Elia Favilli | Italie     | Lampre-Merida       | 2      |
| 3 | Bob Jungels  | Luxembourg | Trek Factory Racing | 1      |

|   | Cycliste             | Pays       | Équipe              | Points |
| - | -------------------- | ---------- | ------------------- | ------ |
| 1 | Daniel Teklehaimanot | Érythrée   | MTN-Qhubeka         | 4      |
| 2 | Bob Jungels          | Luxembourg | Trek Factory Racing | 2      |
| 3 | Rohan Dennis         | Australie  | BMC Racing          | 1      |

|    | Cycliste          | Pays      | Équipe              | Points |
| -- | ----------------- | --------- | ------------------- | ------ |
| 1  | John Degenkolb    | Allemagne | Giant-Shimano       | 25     |
| 2  | Michael Matthews  | Australie | Orica-GreenEDGE     | 20     |
| 3  | Fabian Cancellara | Suisse    | Trek Factory Racing | 16     |
| 4  | Jasper Stuyven    | Belgique  | Trek Factory Racing | 14     |
| 5  | Roberto Ferrari   | Italie    | Lampre-Merida       | 12     |
| 6  | Koldo Fernández   | Espagne   | Garmin-Sharp        | 10     |
| 7  | Geoffrey Soupe    | France    | FDJ.fr              | 9      |
| 8  | Danilo Wyss       | Suisse    | BMC Racing          | 8      |
| 9  | Damiano Caruso    | Italie    | Cannondale          | 7      |
| 10 | Vicente Reynés    | Espagne   | IAM                 | 6      |
| 11 | Philippe Gilbert  | Belgique  | BMC Racing          | 5      |
| 12 | Jacopo Guarnieri  | Italie    | Astana              | 4      |
| 13 | Wilco Kelderman   | Pays-Bas  | Belkin              | 3      |
| 14 | Luis Ángel Maté   | Espagne   | Cofidis             | 2      |
| 15 | Yannick Martinez  | Espagne   | Europcar            | 1      |

## Classements à l'issue de l'étape

### Classement général
|    | Cycliste           | Pays        | Équipe        |    | Temps           |
| -- | ------------------ | ----------- | ------------- | -- | --------------- |
| 1  | Alberto Contador   | Espagne     | Tinkoff-Saxo  | en | 67 h 51 min 7 s |
| 2  | Alejandro Valverde | Espagne     | Movistar      | +  | 1 min 36 s      |
| 3  | Christopher Froome | Royaume-Uni | Sky           |    | 1 min 39 s      |
| 4  | Joaquim Rodríguez  | Espagne     | Katusha       |    | 2 min 29 s      |
| 5  | Fabio Aru          | Italie      | Astana        |    | 3 min 38 s      |
| 6  | Daniel Martin      | Irlande     | Garmin-Sharp  |    | 6 min 17 s      |
| 7  | Robert Gesink      | Pays-Bas    | Belkin        |    | 6 min 43 s      |
| 8  | Samuel Sánchez     | Espagne     | BMC Racing    |    | 6 min 55 s      |
| 9  | Warren Barguil     | France      | Giant-Shimano |    | 8 min 37 s      |
| 10 | Damiano Caruso     | Italie      | Cannondale    |    | 9 min 10 s      |

### Classement par points
|   | Cycliste           | Pays      | Équipe        | Points |
| - | ------------------ | --------- | ------------- | ------ |
| 1 | John Degenkolb     | Allemagne | Giant-Shimano | 149    |
| 2 | Alejandro Valverde | Espagne   | Movistar      | 114    |
| 3 | Alberto Contador   | Espagne   | Tinkoff-Saxo  | 108    |

### Classement du meilleur grimpeur
|   | Cycliste           | Pays    | Équipe                 | Points |
| - | ------------------ | ------- | ---------------------- | ------ |
| 1 | Luis León Sánchez  | Espagne | Caja Rural-Seguros RGA | 53     |
| 2 | Alejandro Valverde | Espagne | Movistar               | 30     |
| 3 | Alberto Contador   | Espagne | Tinkoff-Saxo           | 23     |

### Classement du combiné
|   | Cycliste           | Pays        | Équipe       | Points |
| - | ------------------ | ----------- | ------------ | ------ |
| 1 | Alejandro Valverde | Espagne     | Movistar     | 6      |
| 2 | Alberto Contador   | Espagne     | Tinkoff-Saxo | 7      |
| 3 | Christopher Froome | Royaume-Uni | Sky          | 17     |

### Classements par équipes
|   | Équipe       | Pays    |    | Temps             |
| - | ------------ | ------- | -- | ----------------- |
| 1 | Katusha      | Russie  | en | 203 h 30 min 47 s |
| 2 | Movistar     | Espagne | +  | 14 min 12 s       |
| 3 | Tinkoff-Saxo | Russie  |    | 30 min 24 s       |

## Abandons
- Tanel Kangert (Astana) : non-partant
- Rigoberto Urán (Omega Pharma-Quick Step) : non-partant
- Christian Knees (Sky) : non-partant
- Haimar Zubeldia (Trek Factory Racing) : non-partant